# 齐尚·阿什拉夫
齐尚·阿什拉夫（Zeeshan Ashraf，1977年2月28日—），巴基斯坦男子曲棍球運動員，亦為巴基斯坦国家男子曲棍球队成員。

## 簡歷
2010年11月，齐尚·阿什拉夫代表巴基斯坦出戰廣州亞運會，參加曲棍球比賽，奪得金牌。